# Club Atlético Chaco For Ever
Il Club Atlético Chaco For Ever, meglio noto come Chaco For Ever, è una società polisportiva argentina, con sede a Resistencia, capitale della provincia del Chaco. La sua sezione calcistica milita nella Primera B Nacional, la seconda serie del calcio argentino.

## Storia
Il Club Atlético Chaco For Ever venne fondato il 27 luglio 1913 da un gruppo di ex-soci del Club Atlético Sarmiento.

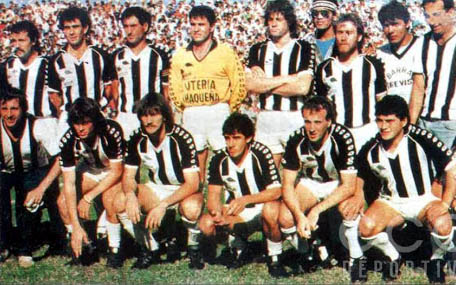
Formazione campione della Primera B Nacional 1988-1989.

Dopo aver militato lungamente nelle serie inferiori argentine, negli anni '80 e '90 del XX secolo la squadra riuscì a raggiungere i vertici del campionato nazionale, ottenendo dapprima la promozione nella Primera B Nacional e poi alla massima serie, grazie alla vittoria del campionato 1988-1989, dopo aver già sfiorato la promozione ai playoff l'anno precedente. Vinse il campionato all'ultimo turno, il 27 maggio 1989, battendo per 1-0 i rivali del Lanús, anch'essi impegnati nella lotta per la promozione, su rigore di Daniel Cravero.
Nella Primera División 1989-1990 ottenne il diciassettesimo posto in campionato, mentre la stagione seguente retrocesse per la regola del promedio. Dopo vari anni nelle serie inferiori argentine, il Chaco For Ever torna nella serie cadetta nel 2022.

## Strutture

### Stadio
Il Chaco For Ever disputa le sue partite interne presso lo stadio Juan Alberto García, sito a Resistencia al 2222 di avenida 9 de Julio. Lo stadio è stato costruito nel 1960 e la partita di inaugurazione fu disputata il 25 maggio di quell'anno contro i paraguaiani del Cerro Porteño. Può ospitare 25.000 spettatori.

## Allenatori
- 2023-  Diego Osella

## Palmarès

### Competizioni nazionali
- Primera B Nacional: 1

1988-1989
- Torneo Argentino B: 1

2012-2013

### Competizioni regionali
- Torneo Regional: 6

1967, 1973, 1974, 1979, 1980, 1983

## Rivalità
Il principale rivale del Chaco For Ever è il Sarmiento, la più antica squadra di Resistencia, con la quale da vita al Clásico chaqueño.